# Franz Hofer (Gauleiter)
Franz Hofer (Bad Hofgastein, 27 novembre 1902 – Mülheim an der Ruhr, 18 febbraio 1975) è stato un funzionario austriaco dello NSDAP e della Germania nazista come Gauleiter del Reichsgau Tirol-Vorarlberg ed SS-Brigadeführer.

## Biografia

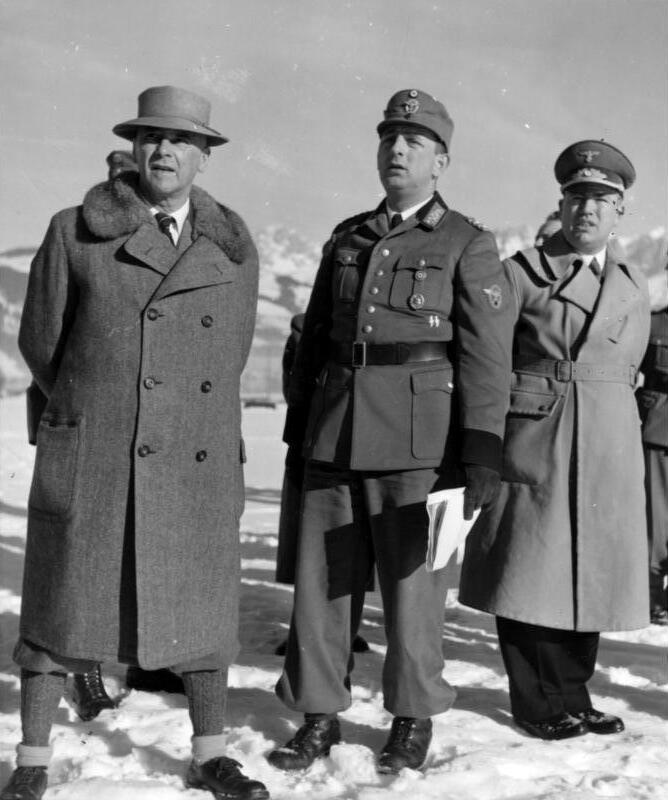
Da destra, Franz Hofer, Kurt Daluege (comandante della Ordnungspolizei) e Wilhelm Frick (ministro dell'interno del Reich), Kitzbühel, febbraio 1939

Nato nel Salisburghese in Austria, Hofer era figlio di un albergatore del luogo. Dopo aver frequentato il liceo scientifico a Innsbruck, nel 1922 inizia la sua carriera professionale come commerciante in proprio.
Il 15 settembre 1931 si iscrive al Nationalsozialistische Deutsche Arbeiterpartei (NSDAP, il "Partito Nazionalsocialista Tedesco dei Lavoratori") austriaco. Nel 1932 ne divenne il capo per la sede di Innsbruck, e successivamente, a causa delle sue idee e attività filo-naziste, nel giugno del 1933 fu messo in prigione per due anni. Il 30 agosto grazie all'aiuto di alcuni militanti del partito, Hofer riuscì a fuggire dal carcere e a rifugiarsi a Bolzano. Da qui, il pilota ufficiale di Adolf Hitler lo portò a Norimberga, dove si tenne in settembre il raduno generale del partito, durante il quale anche lo stesso Hofer prese la parola.
Nel 1937 fu nominato a Berlino guida politica dell'Opera di aiuto per i profughi austriaci in Germania (Politische Leiter- und Mitgliedersammelstelle für Österreicher in Deutschland). Dopo l'Anschluss del 1938, Hofer fu nominato Gauleiter del Tirolo-Vorarlberg e quindi membro del Reichstag. Durante la sua dimora come Gauleiter della Zona d'operazioni delle Prealpi (in lingua tedesca Operationszone Alpenvorland, OZAV), Hofer visse presso il Palazzo Ducale di Bolzano, un palazzo eretto durante il Ventennio, in onore del duca di Pistoia.
Il governo dell'Alpenvorland fu un'espansione di quello del Tirolo, in cui il nuovo territorio fu politicamente e ideologicamente incorporato. Verso la fine della guerra il suo sogno di trasformare il Tirolo, l'Alto Adige, il Trentino e il Bellunese in una sorta di "ridotto alpino" fu vanificato dalla velocità dello svolgersi degli eventi. Nell'immediato dopoguerra rientrò ad Innsbruck e, dopo essere stato arrestato dagli Alleati, riuscì a fuggire e a vivere molti anni sotto falso nome. Nel 1949 un tribunale della Ruhr lo condannò in contumacia a 10 anni per concorso in sterminio.
Nel 1964 uscì dalla clandestinità e si trasferì nella Germania Ovest, dove morì nel 1975.